# 近鉄1480系電車
1480系電車（1480けいでんしゃ）とは、近畿日本鉄道が1961年に大阪線用として導入した電車（一般車両）である。
本稿では1480系の増備型である2470系電車、1480系1481Fを改造した鮮魚列車の1481系電車についても紹介する。

## 概要
近鉄標準軌線でも特に長距離の急勾配区間を擁する大阪線は、大部分の区間で抑速制動の装備を必要としており、同線で運用される車両については全電動車方式か、高出力の主電動機を搭載して編成中の電動車比率を高めにしなければならないという制約があった。当時の大阪線は沿線の宅地開発が著しく、急増する輸送量に対応するために1954年から1957年にかけてモ1450形や1460系といったWNドライブ・片側3扉車体を採用した通勤用一般車を製造して大阪線に投入した。
しかしながら、片側3扉車体を以ってしても激増する利用客数には対応しきれず、南大阪線用6800系の車体設計を踏襲した1470系を1959年に投入し、勾配区間が少なく比較的平坦な上本町駅 - 河内国分駅間の普通列車を中心に使われた。この運用実績から、河内国分以東伊勢方面への直通列車にも使用できるよう、出力向上を図りながら付随車も連結するようにしたのが1480系・2470系である。

## 構造

### 車体
車体は1470系に準じているが、1480系では標識灯が上下2段並びになるなどの改良点がある。
1480系には近鉄の高性能通勤車で初の中間車が組み入れられ、窓や扉の配置は車端部の窓が前後とも1連とする前後対称の配置であったが、増備車の2470系では車端部の窓が片側は2連、もう片側は1枚の前後非対称となった。中間車の窓配置が再び前後対称となるのは1986年登場の3200系からである。
車内設備は、座席はロングシートで、色はエンジ色である。

### 主要機器
駆動方式はWNドライブであるが、電動機は三菱電機製125 kWモーターのMB-3020Dを装備する。これは先行して落成した10100系や名古屋線1600系と同一で、歯車比は5.47としている。制御装置は1C8M制御の三菱製単位スイッチ式抵抗制御でモ1480形（奇）に搭載した。
台車は近畿車輛製シュリーレン式金属ばねを装着する。集電装置はMc車に1台搭載した（1487Fから2台装備に変更、既存車も同様に増設）。ブレーキ（制動）方式は発電および抑速併用電磁直通ブレーキ（HSC-D型）である。空気圧縮機と電動発電機はMc車に搭載する。
また、125 kWモーターの2M1T編成という構成は後年も特急車の機器を流用した2470系、2680系、2000系、1000系、1010系（2000系、1000系、1010系は132 kWに増強）に受け継がれ、制御装置などは20100系にも共通で採用された。

## 形式別概説

### 1480系
1961年に1470系の改良増備型として登場。編成はモ1480形（偶数、Mc）- モ1480形（奇数、M）をユニットとして固定し、これにク1580形(Tc)またはク1590形(Tc)を連結する編成となった。ク1590形は増結用で電動発電機を装備し、平坦区間では電動車と制御車が2両ずつの4両編成として運行可能とした。
モ1480形（奇）は、近鉄の高性能通勤車としては初めての中間電動車で、連結部の窓の割り付けが左右対称となっており、以降に製造された通勤型とは異なっている。以後に登場した通勤型の中間車は、一方の連結部長さが長く2連窓になった。これは制御車の寸法に合わせたためであり、中間車と制御車で割り付けを変えているのは、本系列だけの特徴である。
車内はドア横の立席スペースが広く取られているため、他の統一規格車と比べて座席定員は先頭車・中間車とも48名と少ない（他の統一規格車は58 - 64名）。冷房装置は搭載せず、押し込み型通風器を屋根上に設けた。貫通路はモ1480形（奇）－モ1480形（偶）のユニット間は広幅、他は狭幅としているが、2・3次車はすべて広幅である。ク1581 - ク1583の3両はトイレを装備し、団体専用列車や長距離列車にも使用できた。
台車は新造品であるKD-36CやKD-56A、10100系から流用したKD-30C・KD-30Bを装着する車両が混在している。
1961年から1966年にかけて3両編成9本27両、ク1590形5両 (3次製造分) の計32両が製造され、その後の大阪線用3両編成の新製車は2430系に移行した。2470系竣工時に本形式の下3桁をそのままに2470系2481 - 2498に編入する構想もあったが、これは実現しなかった。
1969年にはATS設置工事を行い、運転台の形状を近鉄共通仕様に変更した。1481Fは1989年に鮮魚列車に改造されて1481系となった。1988年に1487F・1489Fが冷房化されずに、1989年にク1581 - ク1583を改造したサ1780形が廃車された。それ以外は1997年から1999年にかけて全車が廃車された。

### 2470系

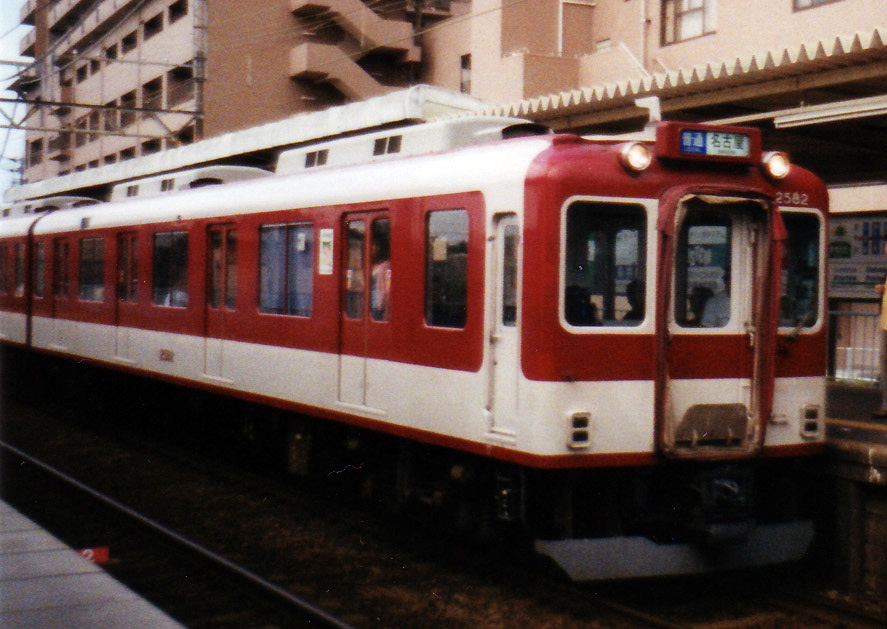
2470系（久居駅、2000年）

1966年に登場。1480系の増備タイプであるが、車両番号が不足することから系列が変わったものである。また、窓配置の変更や機器流用などの変更点もある。
編成はモ2470形（偶、Mc） + モ2470形（奇、M） + ク2580形（Tc）の3両編成である。当初はク2580形は切り離せるようになっていた。ただし、1968年製造のモ2470形は2両ずつなのに対して、ク2580形ク2581・ク2582はそれに先立つ1966年、同ク2583は1968年に製造された。これはク1580形の3両をク1780形に改造したことに伴う補充分である。合計7両が製造され、以後の3両編成の増備は2430系に移行した。電算記号はT（70番台）。
車体は、両先頭車は1480系や1600系の設計を踏襲するが、中間車のモ2470形（奇）がモ1480形（奇）と異なって前後が非対称になり、側面窓は一方が2連窓となった。これに伴って座席配置も変更されている。この中間車の窓配置は以後の抵抗制御車両はもとより、車体デザインが変更された1400系・2050系・1200系サ1380形や8810系・9200系までの界磁チョッパ制御車にも引き継がれ、1986年に車体設計を大きく変更したVVVFインバータ制御車が登場するまでの約20年にわたる近鉄一般車両の中間車の車体設計基礎を確立した。
主電動機は10400系「エースカー」の出力向上改造による発生品を流用した三菱電機製125 kWモーターのMB-3020DEを装備する。電動車の台車も同系が使っていたものの、枕ばねを空気ばねから金属ばねに交換したKD-51Gを装着する。制御車は初期の2両は10100系から流用したKD-30Cである一方で、ク2580形ク2583の台車は2400系と同一の新造品であるKD-60Aが用意された。
制御装置は1480系と同一の新造品で、戦前以来続く大阪線車両の単位スイッチ式制御装置は、本系列が最後となった。
2050系による置き換えのため、2002年8月までに全車両が除籍・廃車解体され、現存しない。2470系の営業運転終了により、単位スイッチ式の制御器を搭載した車両は近鉄における営業線上から姿を消した。

## 改造

### 赤色単色塗装への変更
ベージュ・青帯塗装で現れたモ1481 - 94とク1581 - 87は1965年からあかね色1色に改められ、モ1495 - 98、ク1588・89、ク1591 - 95は当初からあかね色1色であった。1968年頃から全車が近鉄マルーン1色になっている。

### ク1580形の改造と形式変更
トイレ付きであるク1581 - ク1583の3両は1966年に名古屋線急行用に転用され、1600系に編入し、形式がク1780形に変更が行われた。後には運転台を撤去してサ1780形となった。
また、ク1588・1589の2両は電動発電機を装備してク1596・1597に改番されている。

### 冷房化・固定編成化・車体更新
2470系は1979年に冷房化と3両固定編成への組成変更が行われた。また1985年と1986年に分けて車体前面および側面の方向幕設置や車体更新も行われている。1480系も1982年から冷房化（集約分散式を1両あたり4台設置）および車体更新が行われ、方向幕を設置し、3両固定編成に組成変更した。車齢は高いものの1989年に1483F・1485Fに冷房化（集約分散式を1両あたり3台設置）および車体更新が行われた。
3両固定編成への組成変更が行われた時にはク1580形、ク1590形のほか、ク2580形（2470系）、ク2590形（2410系）との連結も行われた一方で、ク1590形ク1592 - ク1595の4両は運転台を撤去の上、2代目サ1550形サ1553 - サ1556となり、2430系の内、3両編成だった2433F - 2436Fの中間車として組み入れられるようになった。ク1590形で残った車両も電動発電機を撤去しているが、改番は行われていない。

### 2色塗装への変更
1986年からは車体塗装が近鉄マルーン1色から近鉄マルーンレッド・シルキーホワイトの2色塗装に順次変更された。

### 鮮魚列車への改造（1481系）

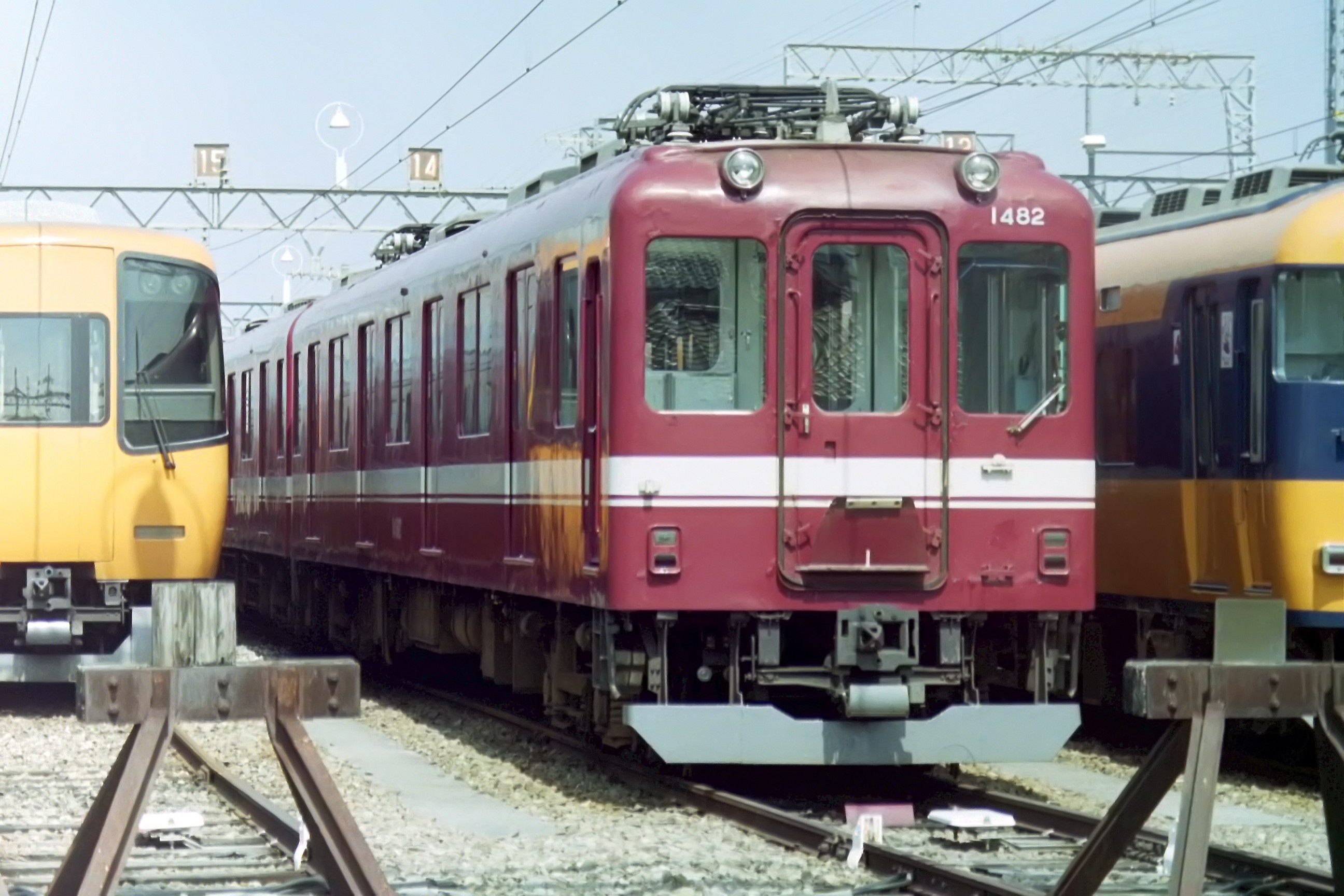
鮮魚列車用1481系

従来の鮮魚列車の600系（2代）の廃車代替として、1989年3月に1481Fが鮮魚列車に改造され、形式も1481系に変更された。鮮魚列車専用車両としては2代目となる。
車体はマルーンレッドを基調として窓下に白帯を入れたデザインとして一般列車と区別させた。種車は非冷房だったため、冷房化が行われ、集約分散式装置が1両あたり3台設置され、長距離を走るため、ク1590形のトイレ設置が行われ、荷物棚関係の装備品が改造された。方向幕は撤去され、急行列車と同じデザインの行先標（停車駅は一部異なるが、種別上も急行の扱い）を掲示して運行した。
検査時には2610系などが代走した。2680系への置き換えにより、2001年11月をもって廃車となった。

## 運用
1480系・2470系共に大阪線全線で運用され、河内国分以西の平坦区間ではク1590形・ク2580形を増結した2M2T編成でも運用された。1480系や2470系の場合、MT比が2:1以上でなければ青山越えの運用には入ることができないため、4両編成に組成した場合は、当時配置されていたいわゆる「大阪線区間車」（河内国分以西の大阪線近郊区間のみで運用される車両）の運用に入るようにしていた。
大阪線の最小編成両数が4両編成となった1990年代以降は順次名古屋線に転属し、3両編成の運転が多い名古屋線系統の普通列車でも運用された。なお、1600系の増結用に転用されたク1581 - ク1583→ク1781 - ク1783は2600系・2610系と共に名古屋線急行に重用された。それ以外の基本仕様車は鮮魚専用車両に転用された編成を除き、追加のトイレ設置改造は行われなかったため、長距離急行に充当される場合は原則として3両編成車でトイレを備えた2680系と併結して運用された。